# Karl Leberecht von dem Bussche
Karl Leberecht von dem Bussche (* 28. Februar 1707 in Magdeburg; † 17. Mai 1782 in Juliusburg) war ein preußischer Oberst und Kommandeur des gleichnamigen Grenadierbataillons.

## Leben

### Herkunft
Er entstammte dem alten westfälischen Adelsgeschlecht von dem Bussche. Seine Eltern waren Lebrecht von dem Bussche (1666–1715) und dessen Ehefrau Eva Charlotte, geborene von Flemming (1684–1743). Sein Vater war ursprünglich preußischer Oberst, wechselte dann in russische Dienste und wurde Generalkommandant von Riga. Seine Mutter war eine Tochter des Generalfeldmarschalls Heino Heinrich von Flemming und der Dorothea Elisabeth, geboren von Pfuel.

### Militärlaufbahn
Er ging bereits mit 14 Jahren in preußische Dienste und wurde 1741 als Stabskapitän in das neuerrichtete Füsilierregiment „von Dohna-Schlodien“ versetzt. Ab 1745 nahm er an den Feldzügen unter König Friedrich II. teil. Im Jahr 1750 wechselte er in sächsische Dienste, kehrte aber 1756 zurück in preußische. Im Jahr 1759 des Siebenjährigen Krieges ernannte man Bussche zum Kommandeur eines Grenadierbataillons, das aus den Grenadierkompanien der Garnisonsregimenter „von Quadt“ und „von Lattorf“ entstand. In dieser Stellung stieg er am 29. Januar 1761 zum Oberstleutnant auf. Im Jahr 1764 wurde er als Oberst verabschiedet, erhielt dazu ein Gnadengehalt und starb am 17. Mai 1782 in Juliusburg in Schlesien.

### Familie
Bussche heiratete 1762 Eleonore Friederike von Niebelschütz.